# Physoderma graminis
Physoderma graminis är en svampart som först beskrevs av Moritz Büsgen och fick sitt nu gällande namn av Émile Auguste Joseph De Wildeman 1896. 
Physoderma graminis ingår i släktet Physoderma och familjen Physodermataceae.   Inga underarter finns listade i Catalogue of Life.